# Dubiocellaria biaviculata
Dubiocellaria biaviculata är en mossdjursart som beskrevs av Jean-Loup d'Hondt och Schopf 1984. Dubiocellaria biaviculata ingår i släktet Dubiocellaria och familjen Cellariidae. Inga underarter finns listade i Catalogue of Life.